# Långtjärnen (Arjeplogs socken, Lappland, 727816-161176)
Långtjärnen är en sjö i Arjeplogs kommun och Arvidsjaurs kommun i Lappland och ingår i Skellefteälvens huvudavrinningsområde. Sjön har en area på 0,077 kvadratkilometer och ligger 422 meter över havet.

## Delavrinningsområde
Långtjärnen ingår i det delavrinningsområde (727689-161187) som SMHI kallar för Mynnar i Naustajaure. Medelhöjden är 428 meter över havet och ytan är 6,06 kvadratkilometer. Det finns inga avrinningsområden uppströms utan avrinningsområdet är högsta punkten. Vattendraget som avvattnar avrinningsområdet har biflödesordning 2, vilket innebär att vattnet flödar genom totalt 2 vattendrag innan det når havet efter 197 kilometer. Avrinningsområdet består mestadels av skog (29 procent) och sankmarker (69 procent). Avrinningsområdet har 0,14 kvadratkilometer vattenytor vilket ger det en sjöprocent på 2,3 procent.